# Lunar Crater Radio Telescope
Lunar Crater Radio Telescope (англ. Lunar Crater Radio Telescope, LCRT; рус. Радиотелескоп лунного кратера) — проект радиотелескопа, разрабатываемый НАСА, который планируется разместить в лунном кратере на обратной стороне Луны. Радиотелескоп сможет работать в диапазоне радиоволн с длиной 10—50 м (6—30 МГц). В случае реализации проекта он может стать самым большим радиотелескопом с полной апертурой в Солнечной системе.

## История разработки
В 2020 году проект радиотелескопа в лунном кратере вошёл в первую фазу разработки, получив от НАСА грант на исследования в размере 125 тысяч долларов США. В апреле 2021 года проект получил дополнительное финансирование от НАСА в размере 500 тыс. долларов и вступил во вторую фазу разработки, которая продлится ещё два года.

## Описание
Радиотелескоп LCRT предлагается разместить в лунном кратере на обратной стороне Луны. Он позволит изучить раннюю Вселенную эпохи Тёмных веков, которая продолжалась несколько сотен миллионов лет после Большого взрыва, когда ещё не существовало звёзд, галактик, квазаров и других источников света. Из-за отсутствия атмосферы на Луне радиоволны не будут поглощаться, рассеиваться и отражаться от неё, а расположение радиотелескопа на обратной стороне Луны также защитит его от радиопомех с Земли, а также от Солнца (во время лунной ночи).
Радиотелескоп сможет работать в диапазоне радиоволн с длиной 10—50 м (6—30 МГц).
Строительство радиотелескопа планируется осуществить без непосредственного участия человека: роботы-планетоходы DuAxel растянут проволочную сетку диаметром около 1 километра внутри лунного кратера размером от 3 до 5 км. В центре данной конструкции будет размещён подвесной приёмник.

## Галерея

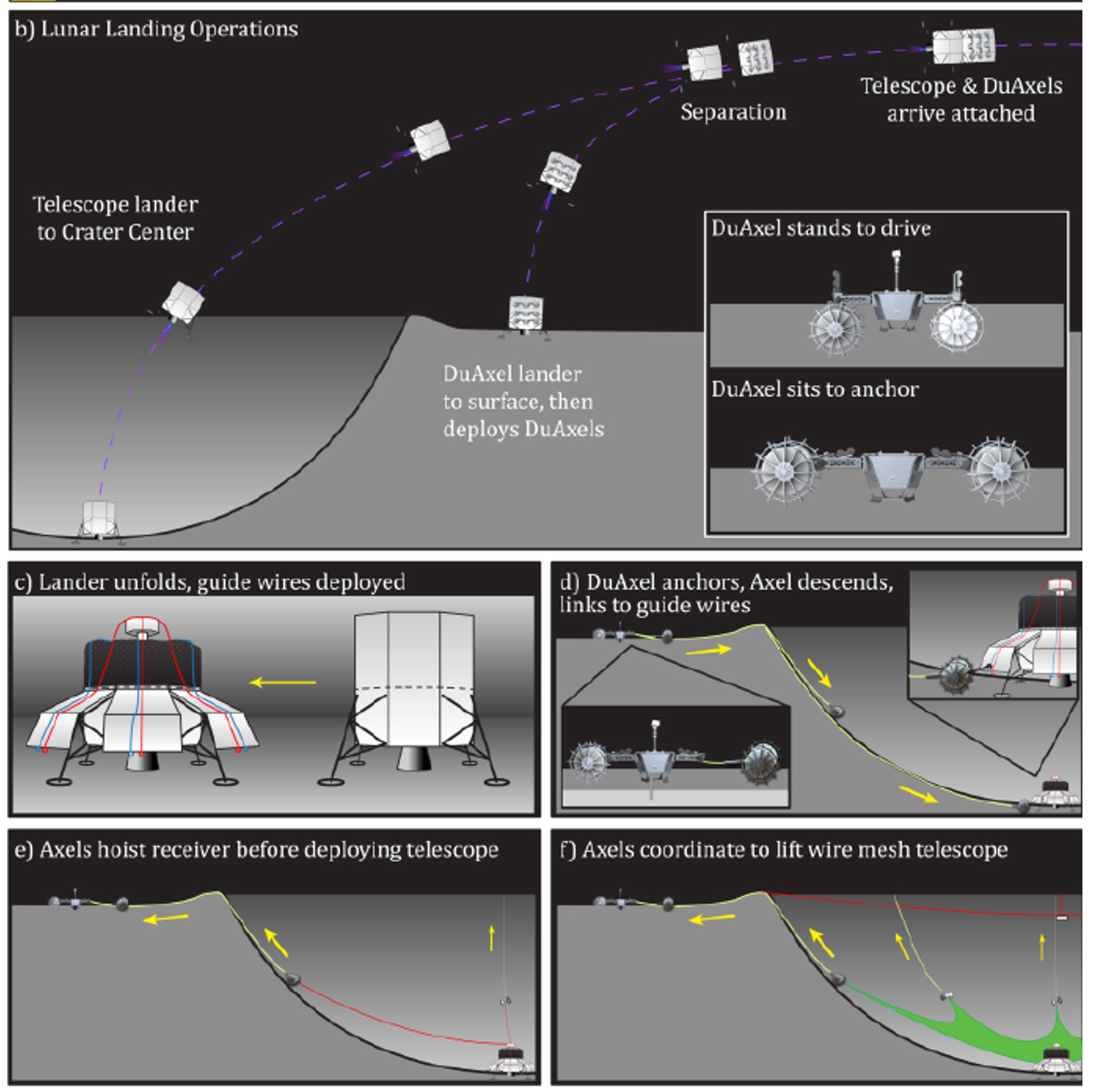
Концепция проекта LCRT (описание на английском языке)